# Mogens Wöldike
Mogens Anker Wöldike (født 5. juli 1897 på Frederiksberg, død 20. oktober 1988 i København) var en dansk korleder, organist og dirigent, der gennem et halvt århundrede var en af dansk musiks markante personligheder.
Han grundlagde og ledede Palestrinakoret (1922-25), Københavns Drengekor (1924), Statsradiofoniens Madrigalkor (1937-55). Fra 1939 optrådte han som dirigent ved Torsdagskoncerter, især ved opførelsen af de store korværker af J.S. Bach og G.F. Händel. Fra 1936 var han leder af Københavns Kommunes Sangskole og dertil organist ved Christiansborg Slotskirke og siden fra 1959 domorganist ved Vor Frue (Københavns Domkirke). Han udgav sammen med Jens Peter Larsen Den danske Koralbog (København 1954 og 1973) og sammen med Bjørn Veierskov Alexandersson, Bo Holten og Søren Sørensen udgav han Folkehøjskolens Melodibog.
Han har indspillet talrige grammofonplader bl.a. kantater af Dietrich Buxtehude, messer af Joseph Haydn, G.F. Händels oratorium Saul og en lang række af Carl Nielsens værker.
Wöldike modtog i 1948 Ingenio et arti og i 1976 den prestigefyldte Léonie Sonnings Musikpris. Han blev desuden Ridder af Dannebrog 1936, Ridder af 1. grad 1956 og Kommandør 1974.